# NAVIGO Visserijmuseum

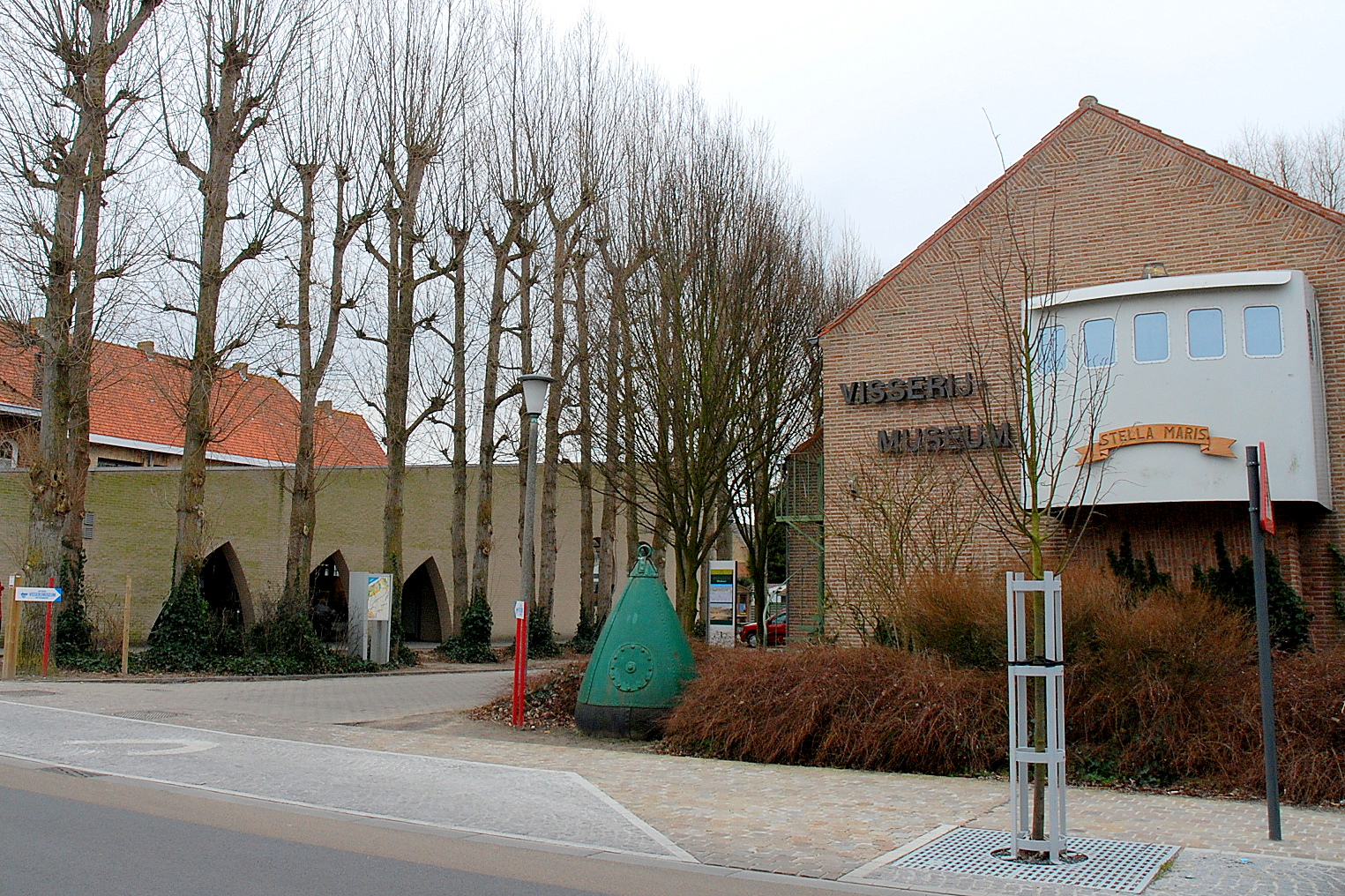
Het Nationaal Visserijmuseum NAVIGO in 2009

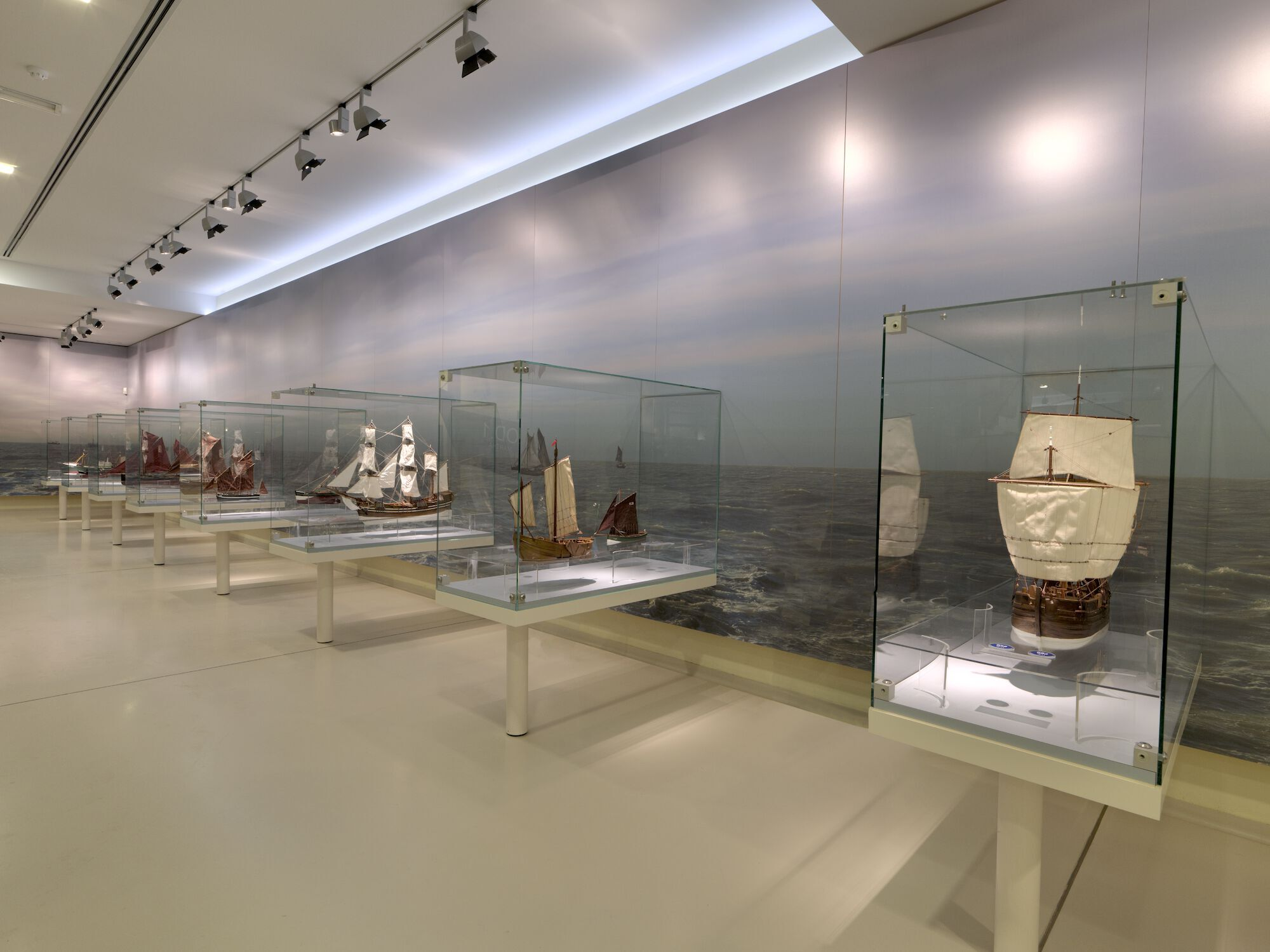
Zaalzicht museum in 2009

Het NAVIGO Visserijmuseum, oorspronkelijk Nationaal Visserijmuseum, is een museum in Oostduinkerke, een deelgemeente van de Belgische gemeente Koksijde in West-Vlaanderen. NAVIGO brengt erfgoed, kunst, ambacht en de rijke natuur van de Noordzee samen onder één dak. Het museum werd opgericht in de eerste helft van de 20e eeuw en werd van 2004 tot 2009 volledig verbouwd. In 2024 opende het volledig nieuwe NAVIGO Visserijmuseum, na de aanbouw van een nieuwe museumvleugel (de potviszaal met nieuw onthaalpaviljoen) en het museumdepot waar de collectie van het museum wordt ondergebracht. 

## Historiek
Het visserijmuseum werd opgericht door Honoré Loones. Er wordt vermoed dat hij zich liet inspireren door het eerste maritiem museum te Oostduinkerke dat zich boven het gemeentehuis bevond. Dit museum verdween tijdens de Tweede Wereldoorlog.
Het visserijmuseum werd opgericht in Oostduinkerke omdat tussen deze gemeente en Nieuwpoort ooit een heus vissersdorp lag. De Nieuwe Yde moet ontstaan zijn in de eerste helft van de 13de eeuw rond het vloedgat, een geul die reikte tot de huidige Duinparklaan. Het vissersdorp is verdwenen rond 1600.
In het boek van Jules Filliaert De laatste Vlaamse IJslandvaarders wordt verteld dat in het dorp Oostduinkerke de meeste IJslandvaarders leefden wat dus ook een reden is waarom het museum in Oostduinkerke staat.
Het vissen begon ooit met strandvissen. Oostduinkerke-Koksijde is dé strandvissersgemeente bij uitstek. Er is in archiefteksten van de Duinenabdij al van in 1600 sprake van paardenvissers. Deze traditie is tot op heden bewaard gebleven in Oostduinkerke
Oostduinkerke was vroeger ook een vissersdorp met eigen vaartuigen en een eigen haven. De vaartuigen die aan de monding van de IJzer lagen in het toenmalige Oostduinkerke hadden de registratieletters OD. Door een grensverandering in 1949 werd een deel van Oostduinkerke Nieuwpoort-Bad.

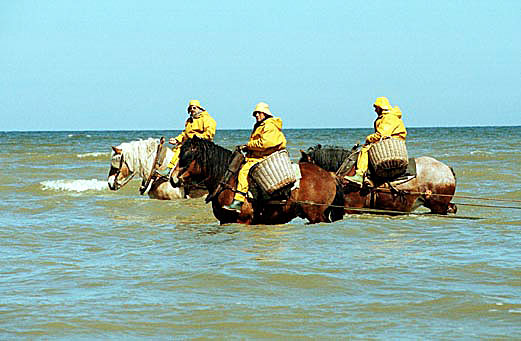
Garnaalvissers te paard

## Bouw van het museum
De beslissing tot oprichten van een visserijmuseum viel op 1 juni 1960:
Zitting van 1 juni 1960.
De Gemeenteraad van Oostduinkerke in zitting vergaderd en na een uiteenzetting gehoord te hebben van de heer Loones H., voorzitter van de V.V.V. in betrekking met de oprichting van een openluchtmuseum, beslist eenparig in principe over te gaan tot de oprichting van een openluchtmuseum.
Nu moest nog worden gekeken naar een locatie. Aanvankelijk zou men het museum oprichten waar ooit de Nieuwe Yde zich bevond maar uiteindelijk koos men ervoor om het museum te bouwen in het centrum van Oostduinkerke. Aangezien de kerk van Oostduinkerke werd vernield gedurende de Tweede Wereldoorlog vond men deze plaats zinvoller: een rustige plaats waar de vroegere vissers hun laatste rustplaats was gelegen.

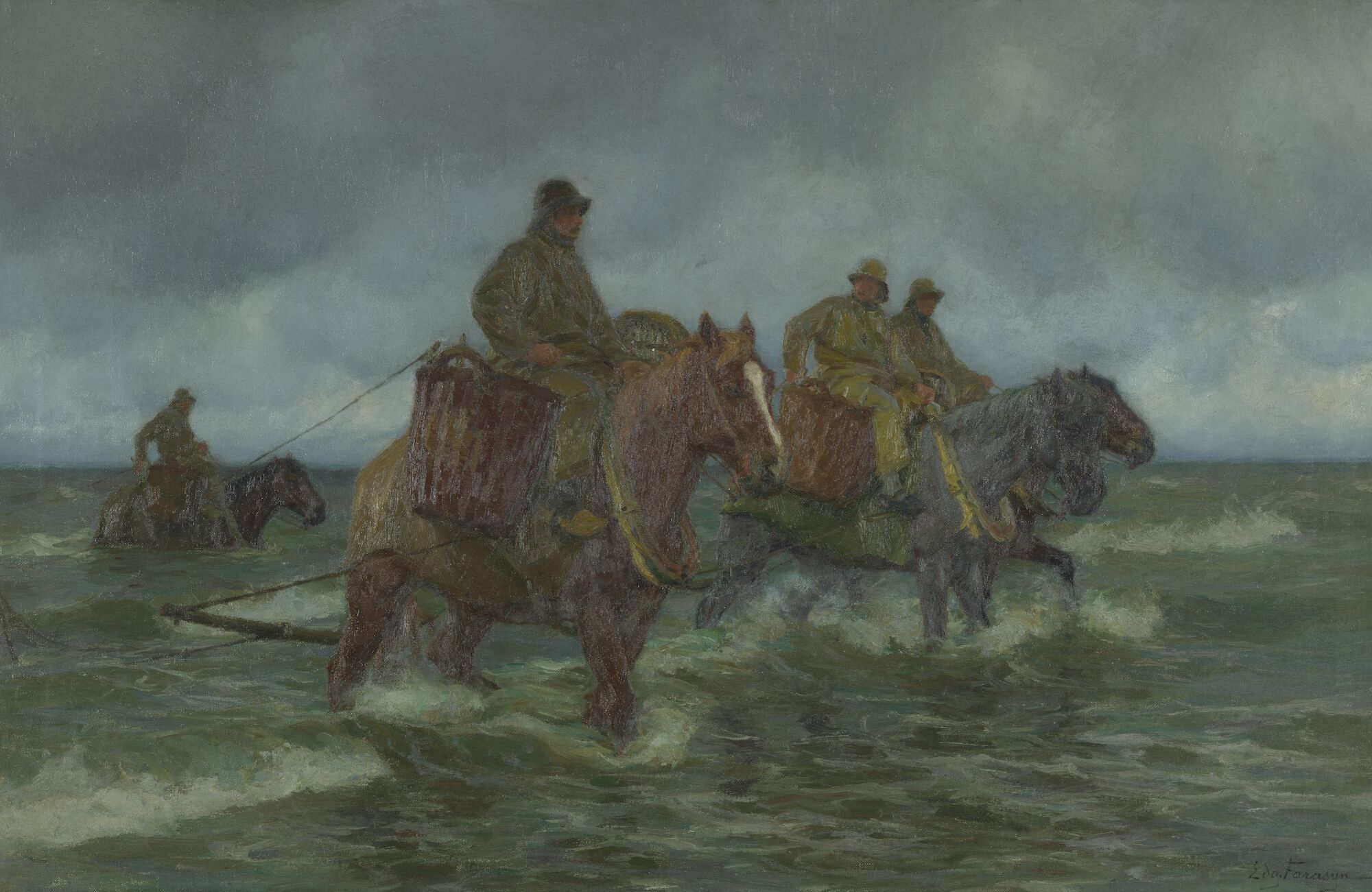
Paardenvissers in zee van Edgard Farasyn

De eerste steen werd op 23 juni 1963 gelegd door Renaat Van Elslande, toen minister van cultuur. Maar door vele misverstanden, administratieve problemen en tegenkantingen werd pas veel later van start gegaan met de uiteindelijke bouw van het museum.
- grondwerken: aanvang 23/10/1967 voltooid 21/01/1968
- bouw visserswoning: aanvang 12/01/1970 voltooid eind 1970
- het museumgebouw: voltooid 30/04/1974
- het museumcafé: aanvang 18/06/1975 voltooid 10/11/1976
- het erepark: voltooid 18/09/1976

Op 18 september 1976 vond de officiële opening plaats niettegenstaande het al twee jaar open was voor het publiek.
In 2004 werd begonnen met de bouw van een nieuw museum, hiervoor werd bijna het gehele museum van 1974 tegen de vlakte gegooid. Het museum bevat een scheepjongensatelier, een bezoekerscentrum en het effectieve museumgedeelte. De visserswoning en de traditionele vissersherberg De Peerdevisscher, waarnaar een bier is genoemd, maken deel uit van het museum. In het tentoonstellingsgedeelte wordt de geschiedenis van de visserij (strandvisserij, ijslandvisserij,...) uit de doeken gedaan aan de hand van een tijdlijn gebaseerd op het levensverhaal van een echt bestaande vissersfamilie. Via levensechte taferelen waant de bezoeker zich aan de vloedlijn, in het scheepsatelier, in een visserskapel, onder de zeespiegel en in de vismijn. Hiervoor werd niets geschuwd: een echte vissersboot van voor WOII: de OD1 Martha werd door het dak gehesen en in de nieuwbouw geïntegreerd. Ook beschikt het museum nu over 2 indrukwekkende aquaria van elk 20000 liter met zeevissen. In 2012 werd bovendien een streelaquarium geïntegreerd tussen de twee bestaande aquaria. Hier kan de bezoeker van heel nabij kennismaken met roggen en haaitjes. In de presentatiezaal vooraan in het museum, met prachtig zicht op het binnenplein hangen foto's van de topfotograaf Stefan Vanfleteren. De bouw van het nieuwe museum duurde langer dan verwacht: Pas in de zomer van 2008 opende het vernieuwde museum zijn deuren. In 2024 werd een nieuwe vleugel geopend met de Potviszaal met potvis Valentijn.

## Trivia
- Het museum speelt een rol in het verhaal De bonkige baarden uit de Suske en Wiske-reeks. Dit verhaal gaat over het verdwenen dorp van de IJslandvaarders Jan, Pier, Tjores en Korneel (van het lied “Al die willen te kaap’ren varen, moeten mannen met baarden zijn”).
- De Jommekes-strip Potvis Valentijn draait volledig om het nieuwe museum van 2024, en potvis Valentijn van Sint-André, wiens skelet nu in het museum te zien is.

## Galerij

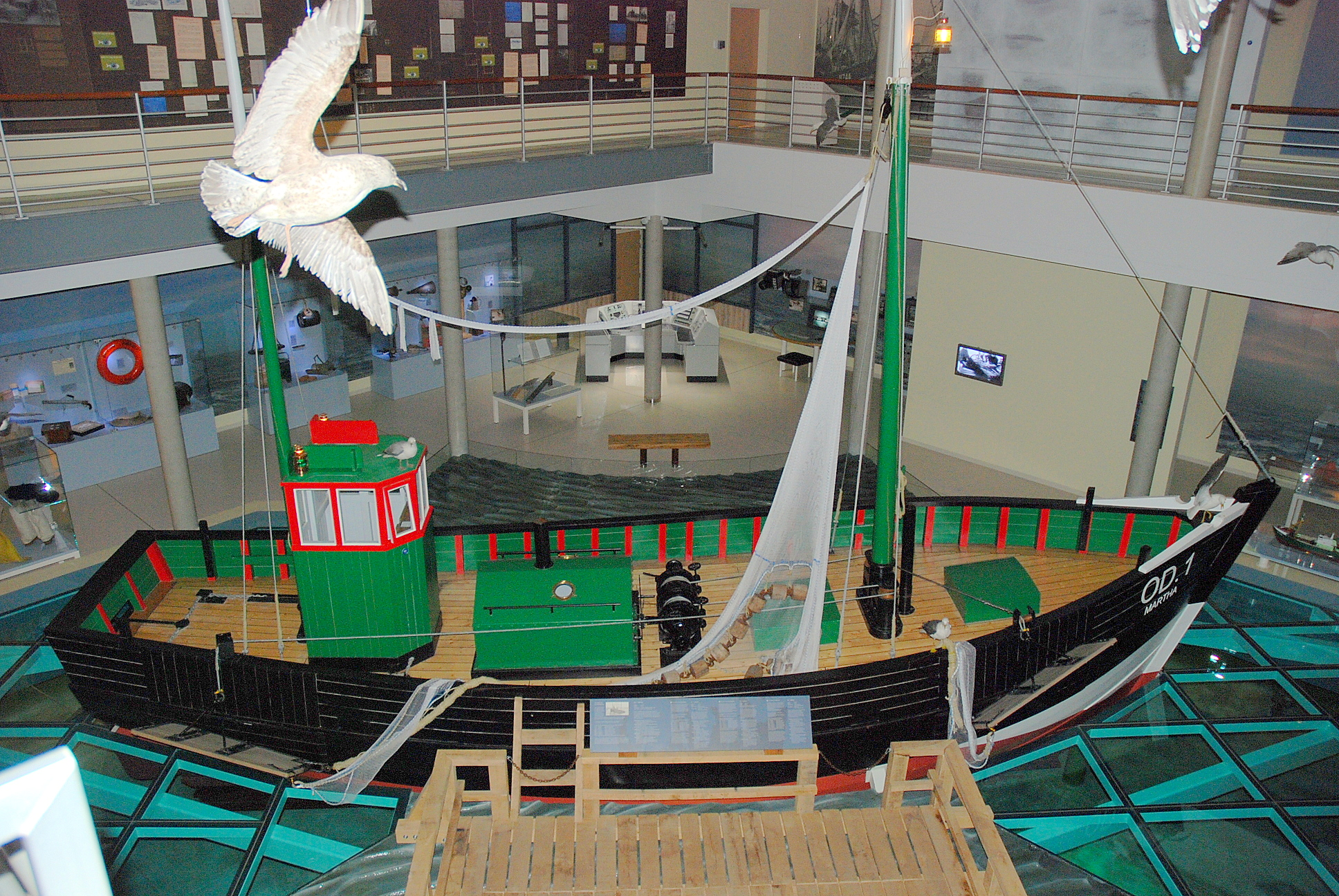
De OD.1 Martha
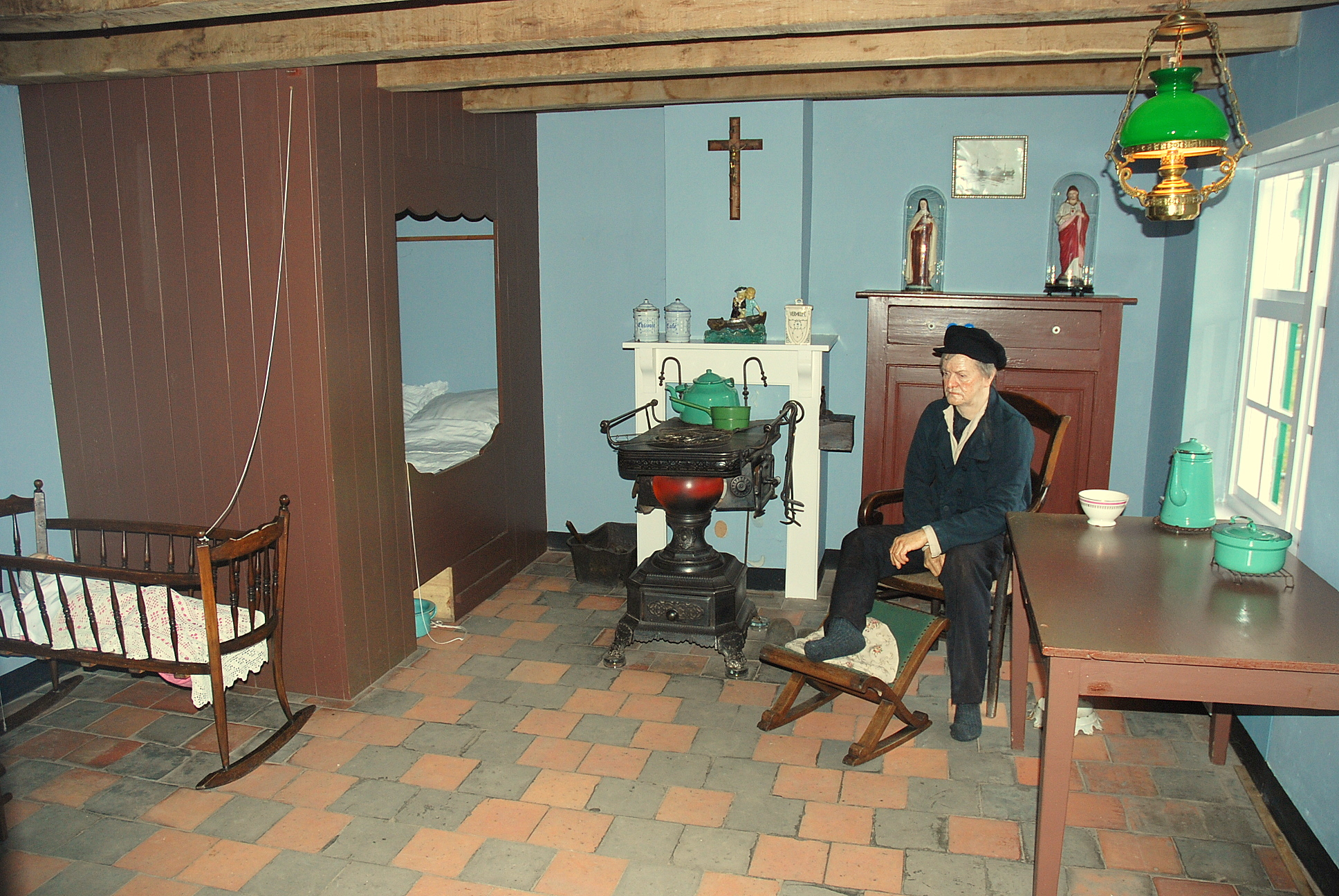
In het vissershuis
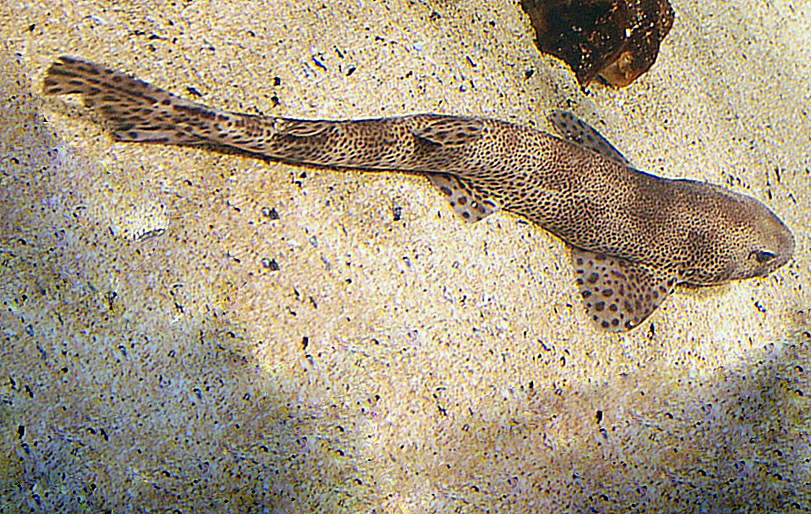
Een hondshaai in een van de aquariums
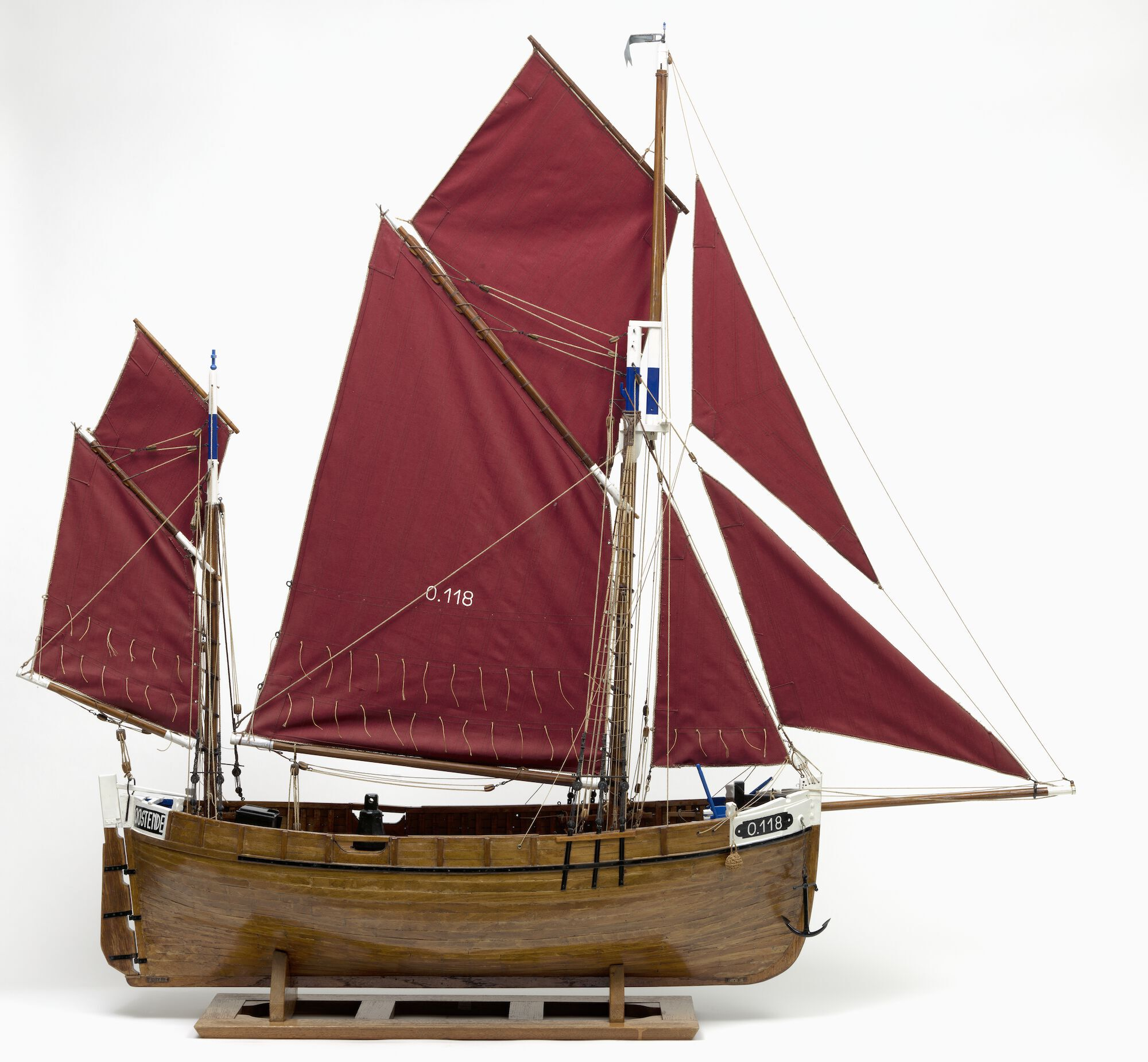
Scheepsmodel van Oostendse tweemastsloep
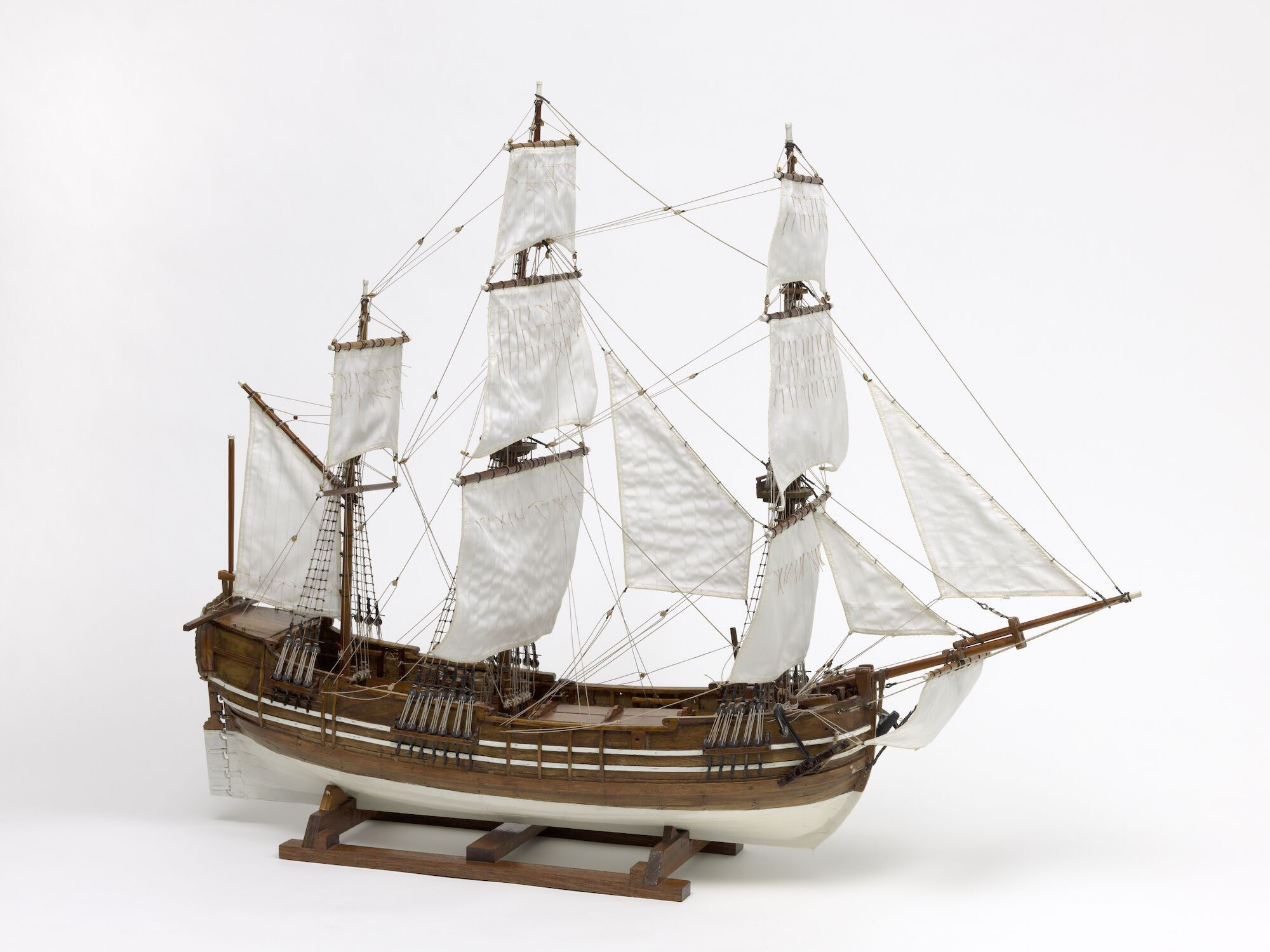
Scheepsmodel fluit of bootschip